# Frankrike i olympiska sommarspelen 1996
Frankrike deltog i de olympiska sommarspelen 1996 med en trupp bestående av 299 deltagare, och landet tog 37 medaljer.

## Boxning
Bantamvikt
- Rachid Bouaita
  - Första omgången — besegrade Bektas Abubakirov (Kazakstan), 10-4
  - Andra omgången — besegrade Gabriel Križan (Slovakien), 13-6
  - Kvartsfinal — förlorade mot Arnaldo Mesa (Kuba), 8-15

Lätt weltervikt
- Nordine Mouichi
  - Första omgången — besegrade Ullah Usman (Pakistan), knock-out
  - Andra omgången — besegrade Sergey Bykovsky (Vitryssland), 17-6
  - Kvartsfinal — förlorade mot Oktay Urkal (Tyskland), 10-19

Weltervikt
- Hussein Bayram
  - Första omgången — förlorade mot Marian Simion (Rumänien), 6-13

Mellanvikt
- Jean-Paul Mendy
  - Första omgången — förlorade mot Sven Ottke (Tyskland), 4-11

Lätt tungvikt
- Jean-Louis Mandengue
  - Första omgången — besegrade Pourtaghi Ayoub Ghoshchi (Iran), 21-9
  - Andra omgången — förlorade mot Daniel Bispo (Brasilien), domaren stoppade matchen

Tungvikt
- Christophe Mendy
  - Första omgången — Bye
  - Andra omgången — besegrade Ovidiu Bali (Rumänien), domaren stoppade matchen
  - Kvartsfinal — förlorade mot David Defiagbon (Kanada), diskvalificerad

Supertungvikt
- Josué Blocus
  - Första omgången — besegrade Jesús Guevara (Venezuela), domaren stoppade matchen
  - Andra omgången — förlorade mot Adaliat Marnedov (Azerbajdzjan), domaren stoppade matchen

## Bågskytte
Damernas individuella
- Severine Bonal → Sextondelsfinal, 20:e plats (1-1)

Herrarnas individuella
- Lionel Torres → Kvartsfinal, 8:e plats (3-1)
- Sebastien Flute → 32-delsfinal, 39:e plats (0-1)
- Damien Letulle → 32-delsfinal, 56:e plats (0-1)

Herrarnas lagtävling
- Torres, Flute och Letulle → Åttondelsfinal, 9:e plats (0-1)

## Cykling

### Landsväg
Herrarnas tempolopp
- Laurent Jalabert
  - Final — 1:07:34 (→ 13:e plats)

- Laurent Brochard
  - Final — 1:09:22 (→ 20:e plats)

Damernas linjelopp
- Jeannie Longo-Ciprelli
  - Final — 02:36:13 (→  Guld)

- Catherine Marsal
  - Final — 02:37:06 (→ 16:e plats)

- Marion Clignet
  - Final — 02:41:50 (→ 38:e plats)

Damernas tempolopp
- Jeannie Longo-Ciprelli
  - Final — 37:00 (→  Silver)

- Marion Clignet
  - Final — 38:14 (→ 5:e plats)

### Bana
Herrarnas poänglopp
- Francis Moreau
  - Final — 21 poäng (→ 5:e plats)

### Mountainbike
Herrarnas terränglopp
- Miguel Martinez
  - Final — 2:20.36 (→  Brons)

- Christophe Dupouey
  - Final — 2:25.03 (→ 4:e plats)

Damernas terränglopp
- Laurence Leboucher
  - Final — 1:59.00 (→ 11:e plats)

- Sandra Temporelli
  - Final — 2:06.57 (→ 24:e plats)

## Fotboll
Herrar
Coach: Raymond Domenech
| Nr | Pos. | Namn              | Födelsedatum (ålder)      | Matcher | Mål |           | Klubb               |
| -- | ---- | ----------------- | ------------------------- | ------- | --- | --------- | ------------------- |
| 1  | MV   | Lionel Letizi     | 28 maj 1973 (23 år)       |         |     | Frankrike | Nice                |
| 2  | F    | Martin Djetou     | 15 december 1974 (21 år)  |         |     | Frankrike | Strasbourg          |
| 3  | F    | Jérôme Bonnissel  | 4 januari 1973 (23 år)    |         |     | Frankrike | Montpellier         |
| 4  | F    | Florent Laville   | 7 augusti 1973 (22 år)    |         |     | Frankrike | Lyon                |
| 5  | F    | Patrick Moreau    | 3 november 1973 (22 år)   |         |     | Frankrike | Bastia              |
| 6  | MF   | Patrick Vieira    | 23 juni 1976 (20 år)      |         |     | Italien   | Milan               |
| 7  | MF   | Claude Makélélé   | 18 februari 1973 (23 år)  |         |     | Frankrike | Nantes              |
| 8  | MF   | Vikash Dhorasoo   | 10 oktober 1973 (22 år)   |         |     | Frankrike | Le Havre            |
| 9  | A    | Florian Maurice   | 20 maj 1974 (22 år)       |         |     | Frankrike | Lyon                |
| 10 | MF   | Antoine Sibierski | 5 augusti 1974 (21 år)    |         |     | Frankrike | Lille               |
| 11 | MF   | Robert Pirès      | 29 oktober 1973 (22 år)   |         |     | Frankrike | Metz                |
| 12 | F    | Geoffray Toyes    | 18 maj 1973 (23 år)       |         |     | Frankrike | Bordeaux            |
| 13 | F    | Vincent Candela   | 24 oktober 1973 (22 år)   |         |     | Frankrike | Guingamp            |
| 14 | MF   | Olivier Dacourt   | 25 september 1974 (21 år) |         |     | Frankrike | Strasbourg          |
| 15 | A    | Tony Vairelles    | 10 april 1973 (23 år)     |         |     | Frankrike | Lens                |
| 16 | MV   | Vincent Fernández | 31 januari 1975 (21 år)   |         |     | Frankrike | Châteauroux         |
| 17 | A    | Sylvain Wiltord   | 10 maj 1974 (22 år)       |         |     | Frankrike | Rennes              |
| 18 | MF   | Sylvain Legwinski | 10 juni 1973 (23 år)      |         |     | Frankrike | Monaco              |
| 20 | F    | Oumar Dieng°      | 30 december 1972 (23 år)  |         |     | Frankrike | Paris Saint-Germain |

Gruppspel
|                  | Spelade | Vinster | Oavgjorda | Förluster | Gjorda mål | Insläppta mål | Poäng |
| ---------------- | ------- | ------- | --------- | --------- | ---------- | ------------- | ----- |
| Frankrike U23    | 3       | 2       | 1         | 0         | 5          | 2             | 7     |
| Spanien U23      | 3       | 2       | 1         | 0         | 5          | 3             | 7     |
| Australien U23   | 3       | 1       | 0         | 2         | 4          | 6             | 3     |
| Saudiarabien U23 | 3       | 0       | 0         | 3         | 2          | 5             | 0     |

Slutspel
|  | Kvartsfinal                | Kvartsfinal           |                           |   | Semifinal               | Semifinal               |   |  | Final | Final |
|  |                            |                       |                           |   |                         |                         |   |  |       |       |
|  | 27 juli 1996 - Miami       |                       |                           |   |                         |                         |   |  |       |       |
|  |                            |                       |                           |   |                         |                         |   |  |       |       |
|  | Portugal U23 (förlängning) | 2                     |                           |   |                         |                         |   |  |       |       |
|  | Portugal U23 (förlängning) | 2                     | 30 juli 1996 - Athens     |   |                         |                         |   |  |       |       |
|  | Frankrike U23              | 1                     |                           |   |                         |                         |   |  |       |       |
|  | Frankrike U23              | 1                     | Portugal U23              | 0 |                         |                         |   |  |       |       |
|  | 27 juli 1996 - Birmingham  |                       | Portugal U23              | 0 |                         |                         |   |  |       |       |
|  |                            | Argentina U23         | 2                         |   |                         |                         |   |  |       |       |
|  | Argentina U23              | Argentina U23         | 2                         | 4 |                         |                         |   |  |       |       |
|  | Argentina U23              |                       | 3 augusti 1996 - Athens   | 4 |                         |                         |   |  |       |       |
|  | Spanien U23                | 0                     |                           |   |                         |                         |   |  |       |       |
|  | Spanien U23                | 0                     | Nigeria U23               | 3 |                         |                         |   |  |       |       |
|  | 28 juli 1996 - Birmingham  |                       | Nigeria U23               | 3 |                         |                         |   |  |       |       |
|  |                            | Argentina U23         | 2                         |   |                         |                         |   |  |       |       |
|  | Mexiko U23                 | Argentina U23         | 2                         | 0 |                         |                         |   |  |       |       |
|  | Mexiko U23                 | 31 juli 1996 - Athens |                           | 0 |                         |                         |   |  |       |       |
|  | Nigeria U23                | 2                     |                           |   |                         |                         |   |  |       |       |
|  | Nigeria U23                | 2                     | Nigeria U23 (förlängning) | 4 | Bronsmatch              | Bronsmatch              |   |  |       |       |
|  | 28 juli 1996 - Miami       |                       | Nigeria U23 (förlängning) | 4 | Bronsmatch              | Bronsmatch              |   |  |       |       |
|  |                            | Brasilien U23         | 3                         |   | 2 augusti 1996 - Athens | 2 augusti 1996 - Athens |   |  |       |       |
|  | Brasilien U23              | Brasilien U23         | 3                         | 4 | 2 augusti 1996 - Athens | 2 augusti 1996 - Athens |   |  |       |       |
|  | Brasilien U23              |                       |                           |   |                         | Brasilien U23           | 5 |  |       |       |
|  | Ghana U23                  | 2                     |                           |   |                         | Brasilien U23           | 5 |  |       |       |
|  | Ghana U23                  | 2                     | Portugal U23              | 0 |                         |                         |   |  |       |       |
|  |                            |                       | Portugal U23              | 0 |                         |                         |   |  |       |       |

## Friidrott
Herrarnas 1 500 meter
- Mickael Damian
  - Kval — 3:39,21 (→ gick inte vidare)

- Eric Dubus
  - Kval — 3:47,01 (→ gick inte vidare)

Herrarnas 3 000 meter hinder
- Nadir Bosch
  - Heat — 8:31,65
  - Semifinal — 8:47,31 (→ gick inte vidare)

Herrarnas tiokamp
- Christian Plaziat
  - Slutligt resultat — 8282 poäng (→ 11:e plats)

- Sebastien Levicq
  - Slutligt resultat — 8192 poäng (→ 17:e plats)

Herrarnas släggkastning
- Raphaël Piolanti
  - Kval — 76,44m
  - Final — 75,24m (→ 11:e plats)

- Christophe Épalle
  - Kval — 74,22m (→ gick inte vidare)

- Gilles Dupray
  - Kval — 74,04m (→ gick inte vidare)

Herrarnas 20 kilometer gång
- Thierry Toutain — 1:21:56 (→ 10:e plats)

- Denis Langlois — 1:23:08 (→ 14:e plats)

- Jean-Olivier Brosseau — 1:26:29 (→ 35:e plats)

Herrarnas 50 kilometer gång
- René Piller — 3:58:00 (→ 19:e plats)

- Martial Fesselier — 4:04:42 (→ 28:e plats)

- Thierry Toutain — DSQ (→ ingen notering)

Damernas 10 000 meter
- Chantal Dallenbach
  - Kval — 33:22,35 (→ gick inte vidare)

- Farida Fates
  - Kval — 34:38,49 (→ gick inte vidare)

Damernas 4 x 400 meter stafett
- Francine Landre, Viviane Dorsile, Evelyne Elien och Elsa de Vassoigne
  - Kval — 3:28,07
  - Final — 3:28,46 (→ 8:e plats)

Damernas spjutkastning
- Nadine Auzeil
  - Kval — 52.76m (→ gick inte vidare)

Damernas diskuskastning
- Isabelle Devaluez
  - Kval — 55,08m (→ gick inte vidare)

Damernas maraton
- Nadia Prasad — 2:50,05 (→ 56:e plats)

Damernas 10 kilometer gång
- Nathalie Fortain — 46:43 (→ 31:e plats)

- Valérie Nadaud — 47:49 (→ 36:e plats)

## Fäktning
Herrarnas florett
- Lionel Plumenail
- Franck Boidin
- Philippe Omnès

Herrarnas värja
- Jean-Michel Henry
- Éric Srecki
- Robert Leroux

Herrarnas värja, lag
- Jean-Michel Henry, Robert Leroux, Éric Srecki

Herrarnas sabel
- Damien Touya
- Jean-Philippe Daurelle
- Franck Ducheix

Herrarnas sabel, lag
- Damien Touya, Franck Ducheix, Jean-Philippe Daurelle

Damernas florett
- Laurence Modaine-Cessac
- Adeline Wuillème
- Clothilde Magnan

Damernas florett, lag
- Adeline Wuillème, Clothilde Magnan, Laurence Modaine-Cessac

Damernas värja
- Laura Flessel-Colovic
- Valérie Barlois-Mevel-Leroux
- Sophie Moressée-Pichot

Damernas värja, lag
- Laura Flessel-Colovic, Sophie Moressée-Pichot, Valérie Barlois-Mevel-Leroux

## Handboll
Herrar
Gruppspel
| Lag       | Pld | W | D | L | GF  | GA  | GD  | Poäng |
| --------- | --- | - | - | - | --- | --- | --- | ----- |
| Frankrike | 5   | 4 | 0 | 1 | 145 | 114 | +31 | 8     |
| Spanien   | 5   | 4 | 0 | 1 | 114 | 97  | +17 | 8     |
| Egypten   | 5   | 3 | 0 | 2 | 113 | 103 | +10 | 6     |
| Tyskland  | 5   | 3 | 0 | 2 | 121 | 112 | +9  | 6     |
| Algeriet  | 5   | 0 | 1 | 4 | 95  | 117 | −22 | 1     |
| Brasilien | 5   | 0 | 1 | 4 | 100 | 145 | −45 | 1     |

| Results   | Frankrike | Spanien | Egypten | Tyskland | Algeriet | Brasilien |
| --------- | --------- | ------- | ------- | -------- | -------- | --------- |
| Frankrike |           | 27–25   | 25–20   | 23–24    | 33–22    | 37–23     |
| Spanien   | 25–27     |         | 20–19   | 22–20    | 20–14    | 27–17     |
| Egypten   | 20–25     | 19–20   |         | 24–22    | 19–16    | 31–20     |
| Tyskland  | 24–23     | 20–22   | 22–24   |          | 25–23    | 30–20     |
| Algeriet  | 22–33     | 14–20   | 16–19   | 23–25    |          | 20–20     |
| Brasilien | 23–37     | 17–27   | 20–31   | 20–30    | 20–20    |           |

Slutspel
|  | Semifinaler | Semifinaler |    |         | Final      | Final |  |
|  |             |             |    |         |            |       |  |
|  |             |             |    |         |            |       |  |
|  | Sverige     | 25          |    |         |            |       |  |
|  | Spanien     | 20          |    |         |            |       |  |
|  |             |             |    |         |            |       |  |
|  |             |             |    |         |            |       |  |
|  |             |             |    |         | Sverige    | 26    |  |
|  |             | Kroatien    | 27 |         |            |       |  |
|  |             |             |    |         |            |       |  |
|  |             |             |    |         |            |       |  |
|  |             |             |    |         | Bronsmatch |       |  |
|  |             |             |    |         |            |       |  |
|  | Frankrike   | 20          |    | Spanien | 27         |       |  |
|  | Kroatien    | 24          |    |         | Frankrike  | 25    |  |

## Modern femkamp
Herrar
- Christophe Ruer — 5363 poäng (→ 12:e plats)
- Sebastien Deleigne — 5071 poäng (→ 26:e plats)

## Simhopp
Damernas 10 m
- Julie Danaux
  - Kval — 201,27 (→ gick inte vidare, 27:e plats)

## Tennis
Damsingel
- Nathalie Tauziat
  - Första omgången — Förlorade mot Gabriela Sabatini (Argentina) 5-7 2-6
- Mary Pierce
  - Första omgången — Besegrade Olga Barabanschikova (Vitryssland) 6-3 7-5
  - Andra omgången — Förlorade mot Inés Gorrochategui (Argentina) 4-6 6-1 5-7